# Nicole Esdaile
Nicole Esdaile (nascida em 1 de junho de 1987) é uma jogadora de goalball paralímpica australiana. Integrou a seleção australiana feminina de goalball que disputou os Jogos Paralímpicos de Verão de 2016, realizados no Rio de Janeiro, Brasil. Antes, Nicole havia competido nas Paralimpíadas de Londres 2012, com a equipe nacional da modalidade.